# جوزيف إتش ديفيس
جوزيف إتش ديفيس (بالإنجليزية: Joseph H. Davis)‏ هو رسام وعسكري أمريكي، ولد في 1811 في فيلادلفيا في الولايات المتحدة، وتوفي في 1865.